# Château d'Ahrensburg
Le château d'Ahrensburg (Schloß Ahrensburg) est un château du sud du Schleswig-Holstein situé à Ahrensburg à trente kilomètres au nord-est du centre de Hambourg. C'est une des merveilles de la Renaissance du nord de l'Allemagne. Le château est entouré d'un parc à l'anglaise.

## Histoire

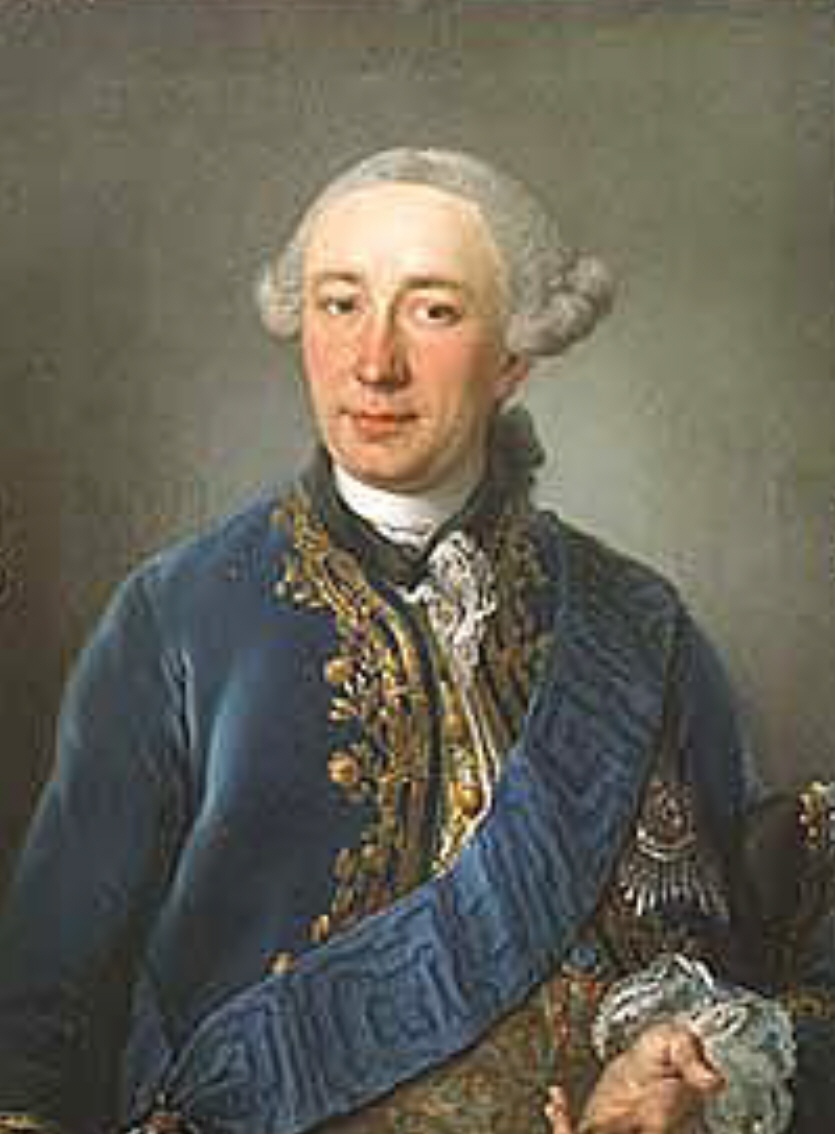
Portrait de Schimmelmann par Stefano Torelli en 1762

Le château est construit en 1585 par le comte Pierre de Rantzau (1535-1602) qui avait hérité en 1569 des terres à la mort de son frère Daniel, combattant de la guerre nordique de Sept Ans et compagnon d'armes de Frédéric II de Danemark. L'on se sert des ruines du château d'Arnesvelde à quelques kilomètres au sud pour le bâtir. Une chapelle est édifiée en 1596 pour servir de sépulture familiale. Le château reste dans la puissante et nombreuse famille des Rantzau pendant sept générations. Cependant le château et les terres sont dans une situation critique après la Guerre de Trente Ans, plus tard et jusqu'au milieu du XVIIIe siècle la crise économique oppose les seigneurs de Rantzau à leurs intendants, et finalement le domaine est vendu en 1759.
Ahrensburg est acheté par le riche financier et futur comte, Carl Heinrich von Schimmelmann (1724-1782), pour la somme considérable de 180 000 thalers. Schimmelmann, fils d'un marchand de Demmin, s'était enrichi grâce au commerce pendant la Guerre de Sept Ans, et à la porcelaine de Meissen. Il avait aussi une part dans le commerce triangulaire. Il devient un proche de la famille royale du Danemark et obtient en 1768 le portefeuille de ministre du Trésor. Il achète le palais de Berkenth à Copenhague à côté du palais royal d'Amalienborg. Il acquiert plus tard le palais Gottorp à Hambourg, près de l'église Saint-Michel. Il a aussi un domaine à Altona et un autre à Wandsbek (aujourd'hui quartiers de Hambourg), ainsi que le manoir de Knoop, près de Kiel.
Ahrensburg est baroquisé par Schimmelmann et lui sert de résidence d'été, jusqu'à ce que son château de Wandsbek soit prêt en 1778. La famille y passait tous les mois de mai à novembre et l'hiver à Copenhague. Schimmelmann, nouvellement comte, marie tous ses enfants dans la noblesse nordique et le roi Christian VII vient souvent lui rendre visite à Ahrensburg. Schimmelmann peut écrire : J'ai tant d'amour pour Ahrensburg que c'est ma seule joie. Pourtant il s'y rend moins régulièrement après 1778. Ses enfants se partagent à sa mort ses biens et ses six châteaux et palais. Ahrensburg revient à Friedrich Joseph qui le rénove en 1788. La crise économique due aux guerres napoléoniennes fait entrer les domaines dans une période de stagnation qui ne se termine qu'un peu avant le milieu du XIXe siècle. Ernst von Schimmelmann, arrière-petit-fils d'Heinrich, modernise le château, ainsi que les communs et bâtiments d'exploitation de l'île qui avaient souffert des ans. Avec l'élevage de chevaux, le domaine connaît à nouveau une période florissante jusqu'à la veille de la Grande Guerre.
La crise d'après-guerre et les dépressions des années 1930 amènent la famille Schimmelmann à vendre le château et les terres en 1932.

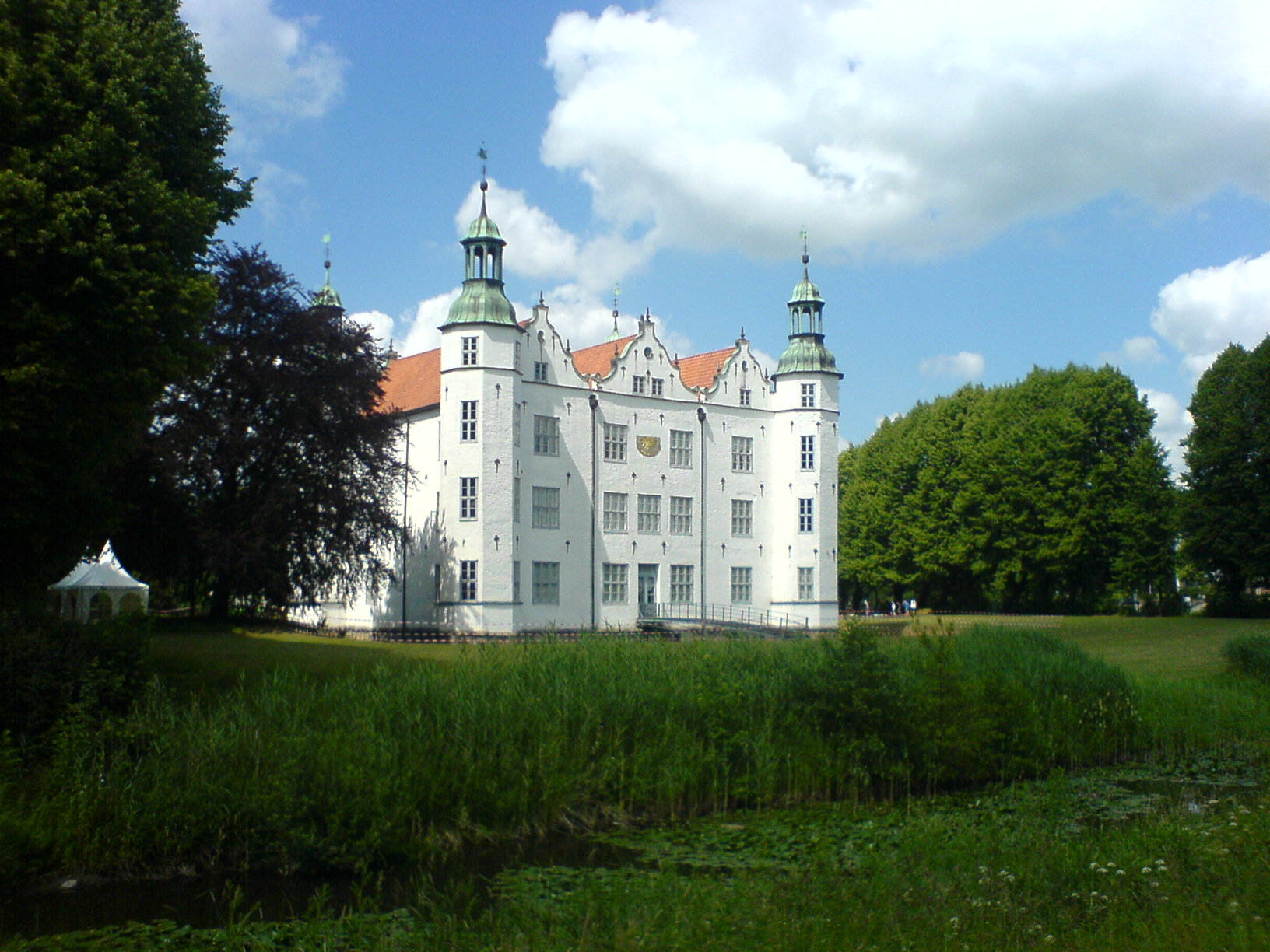
Vue du château

Le château est transformé en musée privé en 1935, avec une fondation créée plus tard, mais il doit fermer en 1941 à cause de la guerre. Il devient hôpital militaire, puis quartier de la marine allemande. Siège d'une division anglaise après la guerre, il accueille plus de 400 réfugiés chassés des anciens territoires allemands de l'est (province de Prusse-Occidentale, province de Prusse-Orientale, Région de Dantzig, etc.) devenus polonais ou soviétiques en 1945. C'est une école de district de 1941 à 1954 et rouvre comme musée l'année suivante. Une fondation réunissant les pouvoirs locaux (dont la ville d'Ahrensburg et le Land du Schleswig-Holstein), créée en 2003, permet de réunir des fonds et de l'entretenir. Le château est restauré en 2009. Il abrite entre autres une importante collection d'œuvres d'art et d'archives permettant de comprendre la culture de la noblesse du nord.

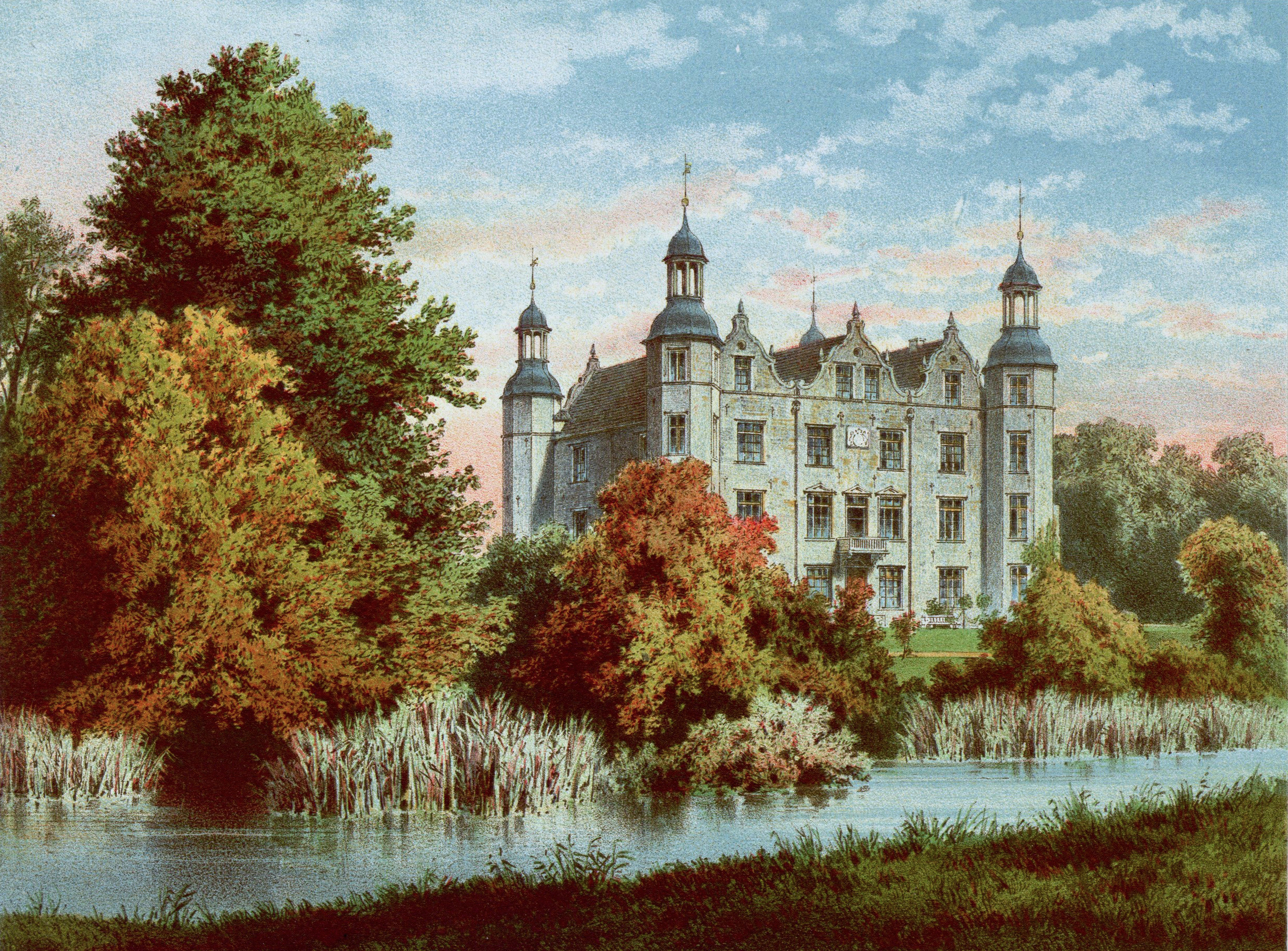
Vue du château vers 1870 (recueil d'Alexander Duncker)

Un festival de musique s'y tient chaque été.